# Wisma 46
Wisma 46 — небоскрёб в Джакарте (Индонезия). На момент постройки (1996 год) являлось самым высоким зданием в Индонезии. В данный момент здание по высоте уступает только Индонезийской телебашне, однако является самым высоким небоскрёбом в Индонезии. Здание находится на 281 месте в мире по высоте.

## Характеристика
Архитектурный стиль здания — модерн и постмодерн. В отделке фасада применено стекло и гранит, поэтому доминирующие цвета здания — это белый и голубой.
Здание расположено на территории в 15 гектаров в центре города в комплексе Kota BNI. В здании есть банки, офисы, салоны красоты, а также дорогие рестораны и магазины.
Строительство башни обошлось в 132 миллиона долларов США.
Здание является достопримечательностью Джакарты, на башню приезжают смотреть люди со всех стран.

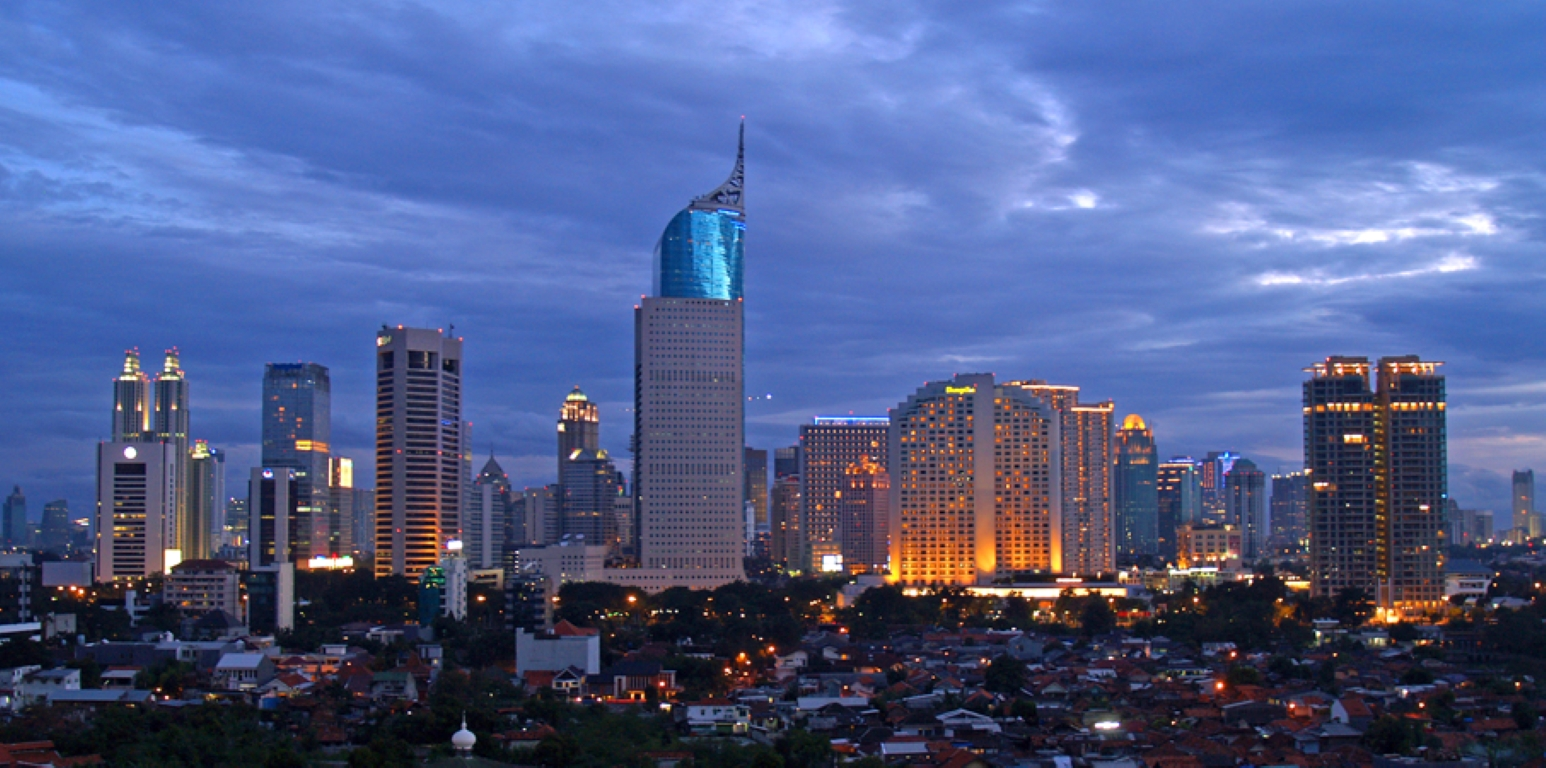
Башня в комплексе Kota BNI ночью

## Wisma 46 в массовой культуре

### Компьютерные игры
- Здание появилось в игре Need for Speed: Underground 2
- Здание появилось в игре Grand Theft Auto III[3]